# 越前町立朝日小学校
越前町立朝日小学校（えちぜんちょうりつ あさひしょうがっこう）は、福井県丹生郡越前町にある町立小学校。

## 沿革
- 1894年（明治27年）9月20日 - 敬信と市の二校を合併し、朝日尋常高等小学校創立。
- 1910年（明治43年） - 佐々生尋常小学校を合併、分教場設置。一村一校となる。
- 1918年（大正7年） - 佐々生分校焼失。
- 1919年（大正8年） - 佐々生分校新築竣工。
- 1925年（大正14年） - 丹生実科高等女子校併設。
- 1934年（昭和9年） - 校舎増改築。女子校独立。
- 1941年（昭和16年） - 国民学校令により、朝日村国民学校と改称
- 1944年（昭和19年） - 佐々生分校廃止。第一部青年学校を置く。
- 1947年（昭和22年） - 学制改革により、朝日町立朝日小学校と改称。朝日中学校独立。
- 1948年（昭和23年） - 佐々生分校再設置。
- 1952年（昭和27年） - 校舎改築第一期工事。
- 1953年（昭和28年） - 校舎改築第二期工事。
- 1954年（昭和29年） - 校舎改築第三期工事。
- 1957年（昭和32年） - 完全給食開始。
- 1959年（昭和34年） - 校旗制定。
- 1961年（昭和36年） - 特殊学級設置。
- 1966年（昭和41年） - 佐々生分校焼失。
- 1967年（昭和42年） - 佐々生分校が本校に統合。
- 1970年（昭和45年） - 交通広場設置。
- 1974年（昭和49年） - 創立80周年記念事業実施。
- 1981年（昭和56年） - 朝日町立朝日東小学校と改称。
- 1982年（昭和57年）
  - 3月 - 校舎新築[1]。
  - 時期不明 - 新校舎へ移転。
  - 11月 - 落成式挙行。
- 1985年（昭和60年） - 大型遊具アスレチック完成。
- 1993年（平成5年） - ティームティーチング授業開始。
- 1994年（平成6年） - 創立100周年記念事業実施。
- 1995年（平成7年） - 姉妹都市福岡県瀬高町と児童交流。
- 1996年（平成8年） - パソコンルーム開設。
- 2001年（平成13年） - 図書室改修。砂場充実。警報機等安全設備整備。
- 2005年（平成17年）2月1日 - 朝日町・宮崎村・織田町の4町村合併による越前町発足により、越前町立朝日小学校と改称。
- 2007年（平成19年） - ホームページ開設。吉田文庫寄贈。
- 2008年（平成20年） - エレベーター設置。車いす用トイレ設置。
- 2011年（平成23年） - LAN整備工事実施し、パソコン室と教室にパソコン設置。
- 2018年（平成30年） - 道路整備にともない、大型遊具アスレチックを撤去。
- 2025年（令和7年）4月 - 常磐小学校を統合[2][3]。

## 通学区域
出典
- 西田中
- 西田中1丁目
- 西田中2丁目
- 西田中3丁目
- 内郡
- 東内郡1丁目
- 東内郡2丁目
- 東内郡3丁目
- 東内郡4丁目
- 朝日（14字〜16字を除く）
- 朝日1丁目
- 上川去（46字を除く）
- 岩開
- 佐々生
- 気比庄
- 田中
- 市
- 乙坂
- 栃川
- 天王
- 天宝
- 宝泉寺

## 進学先中学校
- 越前町立朝日中学校

## 周辺
- 越前町朝日弓道場
- 天王川
- 社会福祉法人どろっぷす あさひ保育所 - 進学前保育所のひとつ
- 朝日児童センター・朝日子育て支援センター - どろっぷすあさひ保育所に隣接

## 卒業生
- 西川一誠（福井県知事）